# Сокальська синагога
Сокальська синагога — одна з найдавніших синагог Галичини, була побудована у 17 столітті. Під час другої світової війни була зруйнована і перестала працювати, у радянські часи її використовували під різноманітні склади. Зараз вона перебуває в аварійному стані, але все ще збереглись усі стіни і навіть частково внутрішній та зовнішній декор.

## Історія
У першій половині 17 ст. у Сокалі майже всі будівлі були дерев'яними. Із цегли чи каменю тільки починали мурувати перші сакральні споруди, до нашого часу в Сокалі збереглось тільки три подібних пам'яток, одна з них Сокальська синагога.
Документи фіксують появу євреїв у місті на початку 16 ст. Але у самому Сокалі їм дозволялося проживати лише у двох будинках. Проте євреї різними способами обходили цю заборону і вже в 1629 р. проживали у 18 будинках. М. Горн висунув припущення, що спочатку у Сокалі, ймовірно, в 16 ст. була збудована дерев'яна синагога, яка згоріла у 1637 р. під час міської пожежі. На її місці між 1687 і 1648 рр, була   збудована нова, але вже із цегли, яка збереглась до наших днів.
У кінці минулого століття краєзнавець В.Чернецький знайшов у сокальському міському архіві угоду, укладену в 1609 р. між міщанами і євреями. Один з її пунктів дозволяв збудувати у місті синагогу. Отже, дерев'яна попередниця сучасної синагоги могла бути збудована не раніше, ніж на межі першого і другого десятиліть 17 ст.
Сама синогога має форму чотирикутника і вважається будовою оборонного типу. Вона перестала діяти під час другої світової війни.
Єврейське населення Сокаля проживало компактно в південно-західній частині міста. 
Початок так званого «єврейського кварталу» розпочинався там, де зараз знаходиться вхід до парку і завершувався аж над Бугом. У жовтні 1942 р. нацистське командування Сокаля перетворило цей квартал на ґетто з метою відокремлення євреїв від іншого населення для подальшого їх вивезення і знищення. Туди звозили всіх євреїв з Сокальського повіту та Кам’янки Струмилової. Звідтам виходити було заборонено (за виключенням чоловіків-євреїв, яких гнали на Сокальську станцію розвантажувати вагони). Жінки і діти перебували в будинках. На сім’ю видавали до 1 кг хліба на тиждень, м’яса – 100 г, молока – 250 г щодня, крупи та борошна – 250 г на 10 днів. При таких умовах євреї голодували, тому знаходили інші способи, аби здобути їжу – вони влаштовували так звані «гандель-ґешефти». 

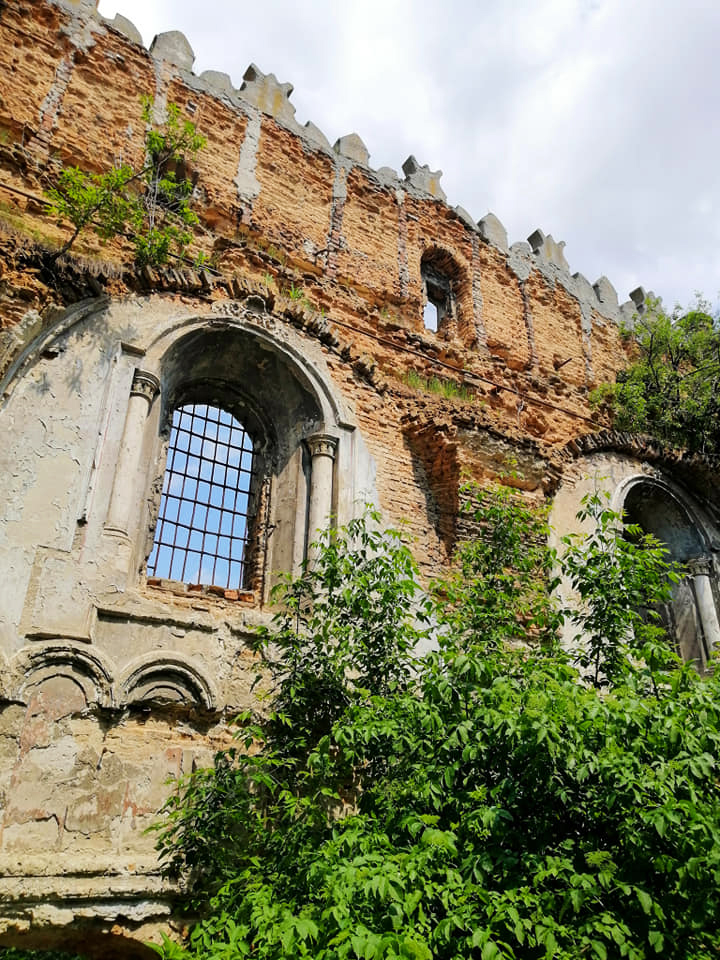
Сокальська синагога XVII ст. (4)
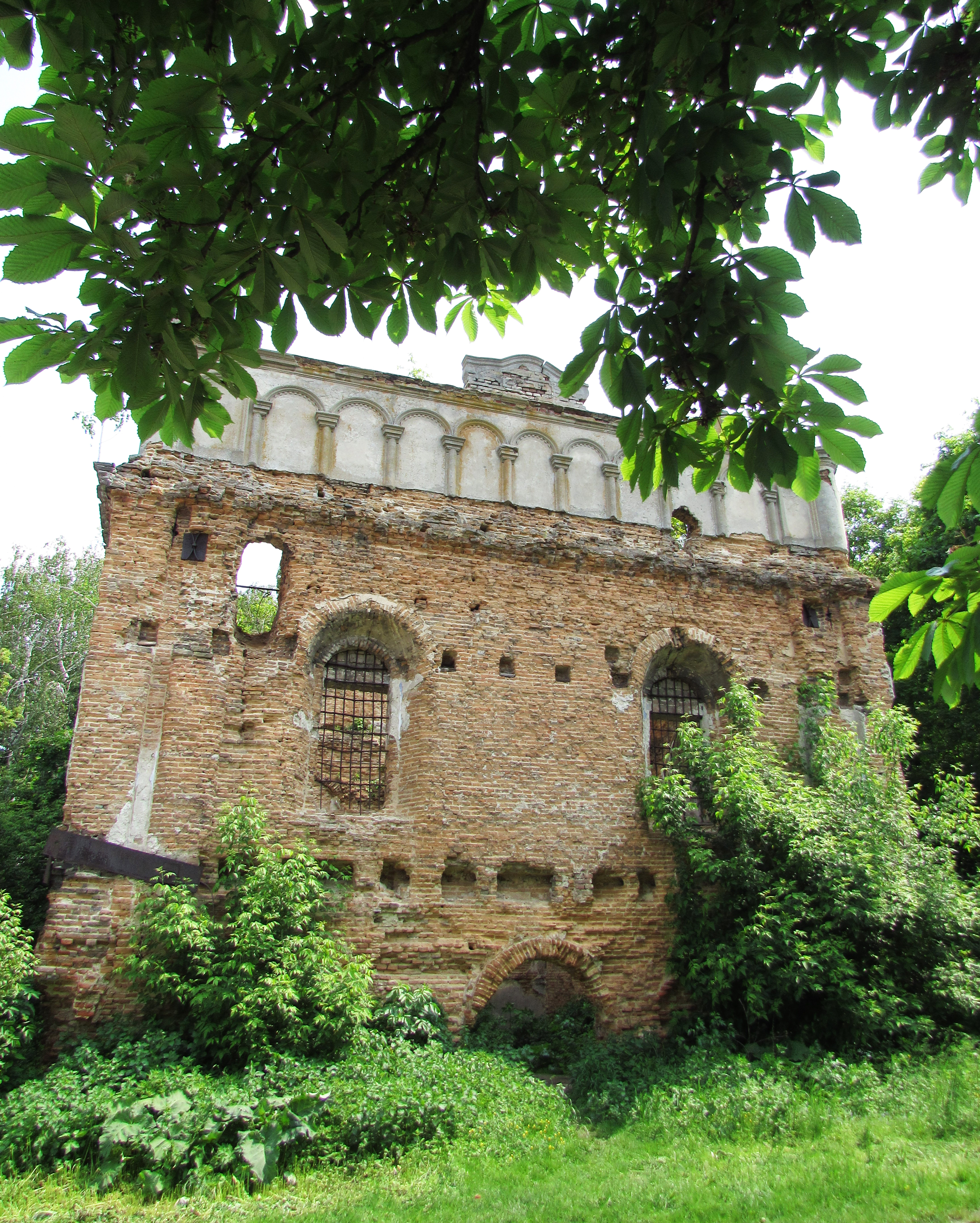
Сокальська синагога XVII ст. (2)